# Manettia herthae
Manettia herthae é uma espécie de dicotiledónea pertencente à família Rubiaceae, descrita em 1941.